# Grądzkie (Wydminy)
Pour les articles homonymes, voir Grądzkie.
Grądzkie est un village polonais de la voïvodie de Varmie-Mazurie, dans le powiat de Giżycko.